# ماثيو بويس
ماثيو بويس (13 أغسطس 1985 في المملكة المتحدة - ) (بالإنجليزية: Matthew Boyce)‏ هو لاعب كريكت بريطاني. لعب مع نادي مقاطعة ليسترشاير للكريكت ‏.

## وصلات خارجية
- ماثيو بويس على موقع إي آس بي آن كريك إنفو (الإنجليزية)